# Коуровская астрономическая обсерватория имени К. А. Бархатовой
Астрономи́ческая обсервато́рия и́мени К. А. Ба́рхатовой (Коуровская астрономическая обсерватория) — университетская обсерватория Института естественных наук Уральского федерального университета (бывш. УрГУ). Расположена в Свердловской области на берегу реки Чусовой, недалеко от села Слобода и железнодорожной станции Коуровка, отсюда часто встречающееся название Коуровская астрономическая обсерватория. Носит имя К. А. Бархатовой, перенёсшей университетскую обсерваторию из Свердловска на данное место и много сделавшей для её развития. В честь обсерватории названа малая планета 4964 Kourovka.

## История
В 1957 году, после запуска первого искусственного спутника Земли, в Уральском государственном университете имени А. М. Горького была основана станция наблюдения за искусственными спутниками Земли. Кафедра астрономии и геодезии Физического факультета УрГУ, закрытая после войны, была вновь учреждена в 1960 году, а в 1961 году, в год первого космического полёта Ю. А. Гагарина, Уральский университет приступил к постройке обсерватории в Коуровке, которая была открыта 12 января 1965 года под руководством профессора К. А. Бархатовой, выпускницы кафедры 1941 года. Приказом Минвуза РСФСР № 90 от 3 марта 1969 года обсерватории присвоен статус научного учреждения.

## Руководители кафедры астрономии УрГУ/УрФУ и обсерватории

### Заведующие кафедрой
- 1937—1945 — Яковкин, Авенир Александрович
- 1945—1949 — Муратов, Сергей Владимирович
- 1960—1986 — Бархатова, Клавдия Александровна
- 1987—1992 — Василевский, Анатолий Ефимович
- 1992—1998 — Гуляев, Сергей Александрович
- С 1999 — Кузнецов, Эдуард Дмитриевич

### Директора обсерватории
- 1974—1982 — Ромашин, Георгий Сергеевич
- 1982—2016 — Захарова, Полина Евгеньевна
- C 2016 — Соболев, Андрей Михайлович

## Научная деятельность
Сотрудники кафедры и обсерватории ведут исследования по галактической астрономии, физике звёзд и туманностей, физике Солнца и космической геодезии. Благодаря этой работе была уточнена шкала звёздных расстояний. С помощью современных приборов также отслеживают высокоэллиптические спутники Земли и обломки отработавших ресурс рукотворных спутников . Фундаментальные и прикладные научные исследования в обсерватории проводятся по следующим направлениям:
- строение, происхождение и развитие Галактики и её подсистем;
- физика звезд и межзвездной среды;
- физика солнечной активности и её земные проявления;
- астрометрия и небесная механика.

Проводятся наблюдения по следующим программам:
- наблюдения солнечной активности;
- наблюдения областей звездообразования;
- наблюдения рассеянных звёздных скоплений;
- наблюдения искусственных спутников Земли, астероидов и комет ➤;
- обзоры неба, поиск сверхновых в галактиках, поиск комет и астероидов, мониторинг околоземного пространства;
- поиск планетных систем вокруг других звёзд;
- выполнение синхронизированных с космическими экспериментами наземных оптических наблюдений рентгеновских и гамма-источников.

Научные школы УрГУ по звёздной астрономии и наблюдению двойных и переменных звёзд имеют мировое признание. Результаты научных исследований отмечены 11 серебряными и 22 бронзовыми медалями ВДНХ СССР, премиями Астрономического совета АН СССР и УрГУ. Ежегодно работы, выполненные в обсерватории, отмечаются как важнейшие достижения астрономии в России. Работы в области астрофизики также включаются в ежегодные обзоры мировых достижений.
На базе обсерватории проводится ежегодная студенческая научная конференция «Физика космоса». Обсерватория в своих научных программах сотрудничает с учреждениями России, Германии, Австралии, США, Чили, Швеции. На обсерватории проводятся экскурсии.

## Инструменты
Обсерватория УрФУ является единственной российской обсерваторией такого уровня в диапазоне долгот между Казанью и Иркутском. Она располагает следующими инструментами:
- 700-мм зеркальный телескоп с многоканальным фотометром.
- 600-мм телескоп на экваториальной монтировке, в куполе Astroshell-425.
- 453-мм телескоп АЗТ-3, оснащённый ПЗС-камерой.
- 500-мм астрогеодезический телескоп СБГ (производство фирмы Карл Цейсс Йена, ГДР), оснащённый ПЗС-камерой Alta U32 фирмы Апогей, США.
- 440-мм горизонтальный солнечный телескоп АЦУ-5, оснащённый спектрографом АСП-20.
- Азимутальный 1.2-метровый (диаметр главного зеркала, третий по этому параметру в России) телескоп[2], изготовленный немецкой фирмой APM-Telescopes. Оснащён оптоволоконным спектрографом высокого разрешения с криостатируемой ПЗС-системой, изготовленными в САО РАН.
- 400-мм телескоп-робот «Мастер-II Урал», изготовленный ОАО «Московское объединение „Оптика“», оснащённый двумя ПЗС-камерами (по одной на каждой трубе телескопа), используемый для алертных и обзорных наблюдений в автоматическом режиме. Как часть сети роботизированных телескопов (от Благовещенска до Кисловодска) позволяет вести почти непрерывный мониторинг многих астрономических объектов[2].

## Галерея

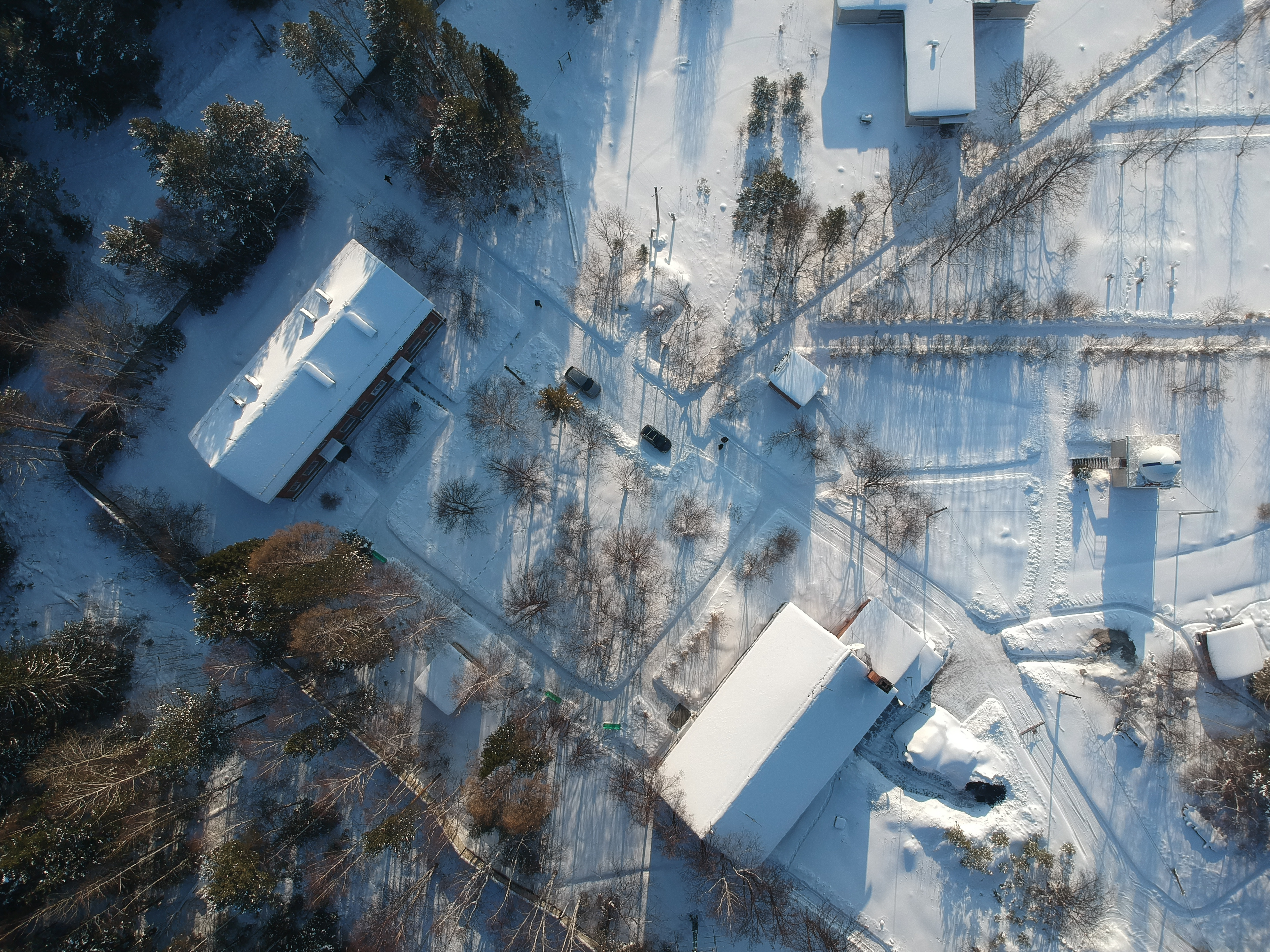
Территория обсерватории и робот-телескоп МАСТЕР-II-Урал (на фото справа)
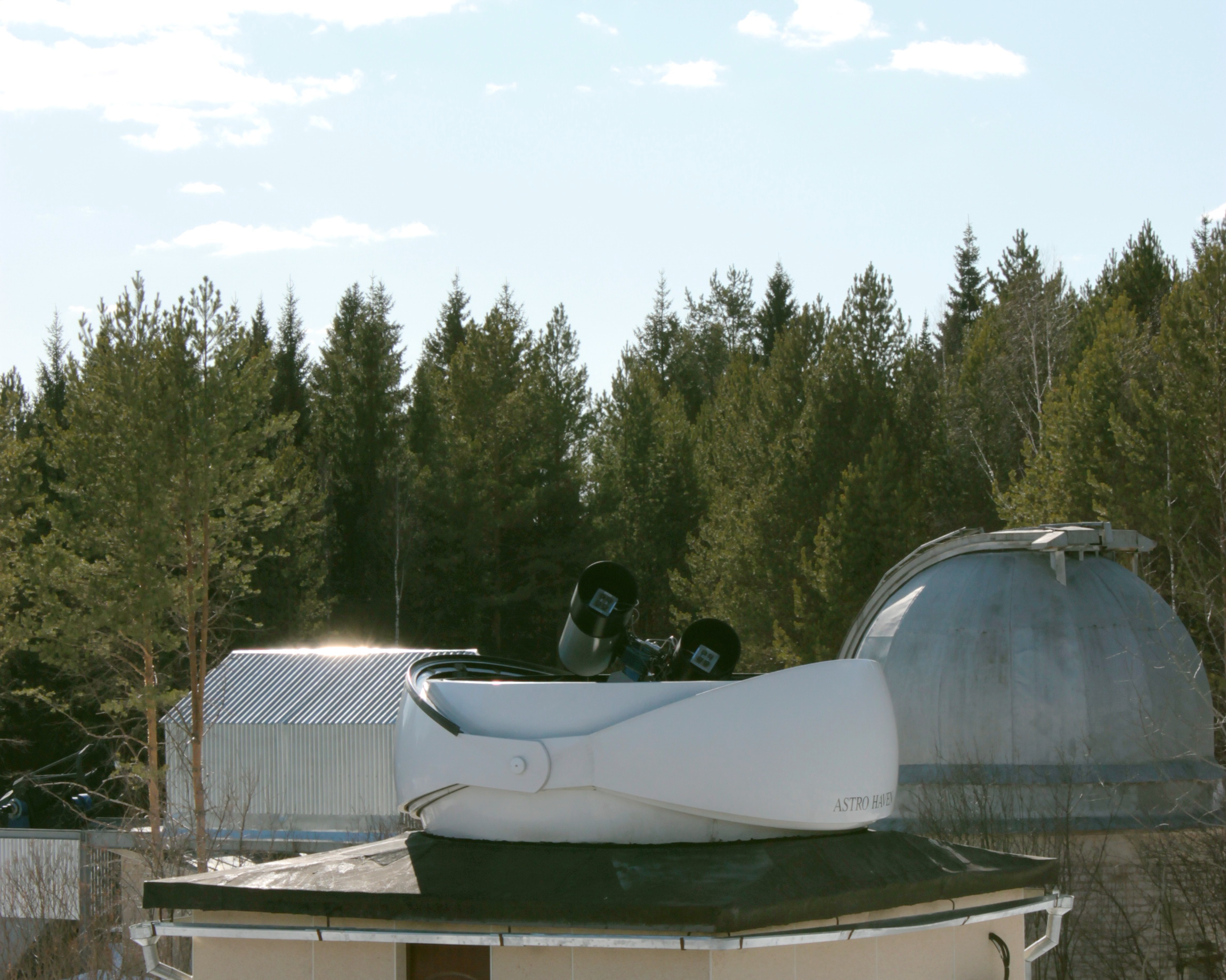
Телескоп-робот МАСТЕР-II
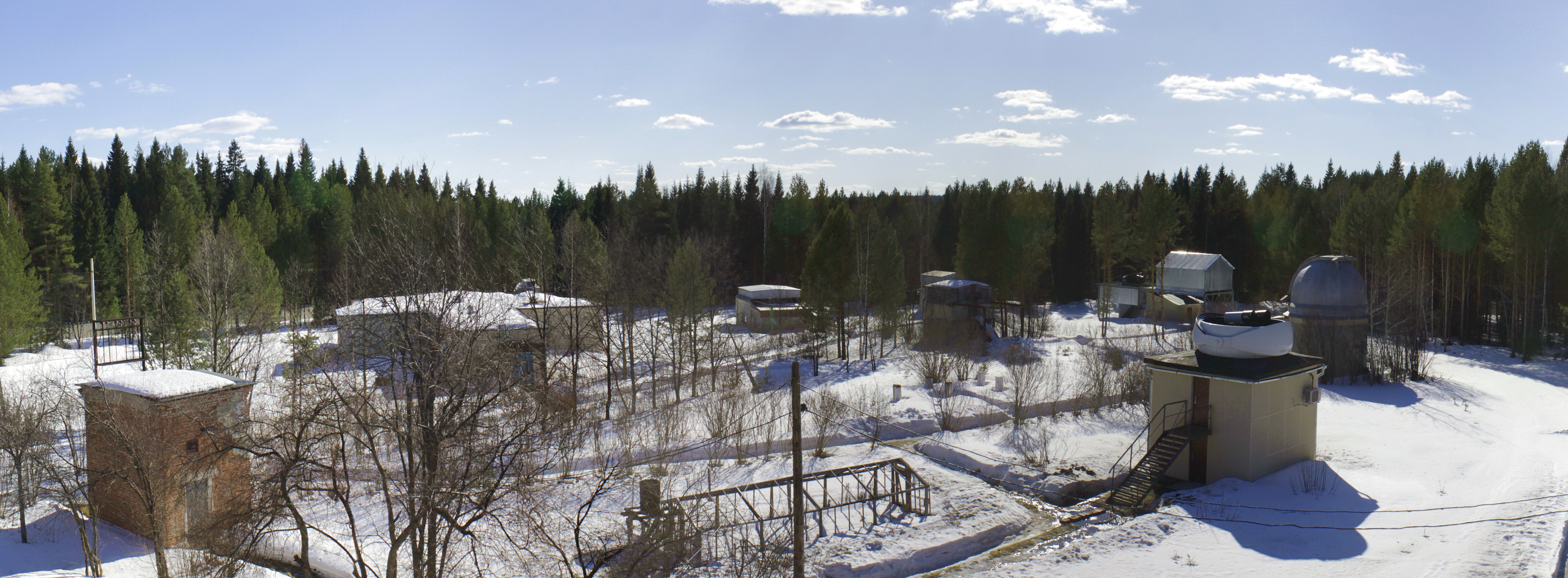
Вид на обсерваторию из лабораторного корпуса
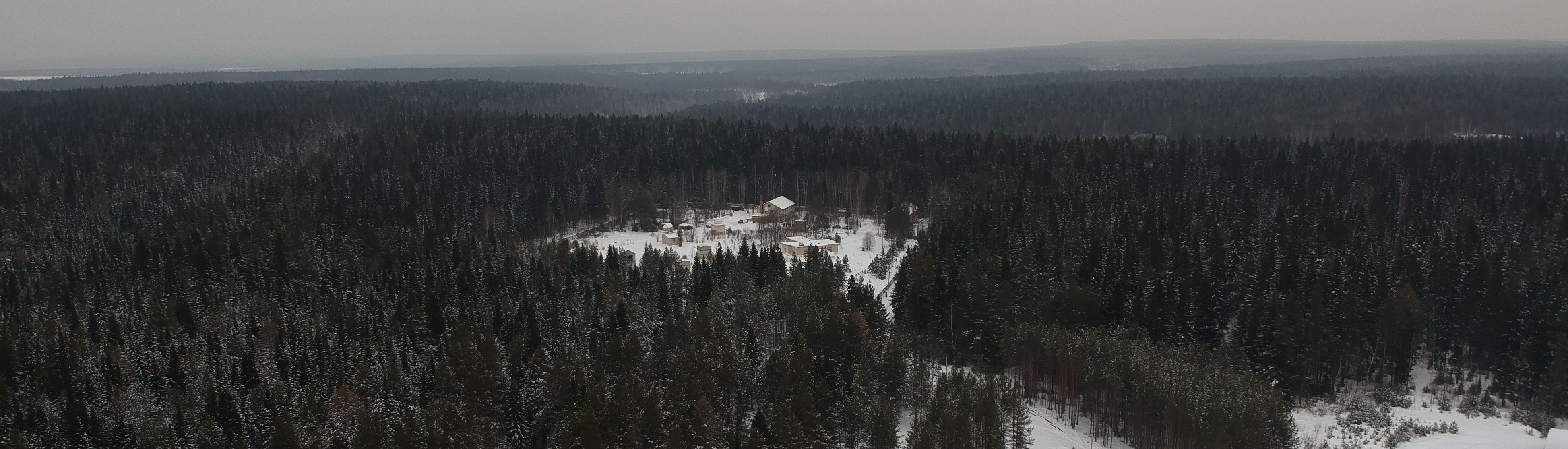
Вид на обсерваторию зимой

## Метеоритная опасность
После полёта и взрыва челябинского болида 15 февраля 2013 года в 07:23 по московскому времени над территорией Урала, специалисты
МЧС России впервые обратились к специалистам Коуровской обсерватории за комментариями и рекомендациями.

…это явление чисто природное, а не техногенное. …серьезных разрушений на Земле это событие повлечь не должно… В данном случае мы имеем дело с метеороидом — болидом, разорвавшимся на большой высоте на множество осколков, которые и «приземлились». Кроме того, простейшие знания физики подобных явлений могли бы избавить челябинцев от многих неприятностей. Услышав мощный взрыв и увидев яркую вспышку, они должны были понять, что следом будет мощная ударная волна, и не подходить к окнам, а ложиться. Меньше было бы травм, порезов.
— директор обсерватории, кандидат физико-математических наук П. Е. Захарова
После этого случая стала активно обсуждаться созданная ранее «Концепция создания российской системы противодействия космическим угрозам» Института астрономии РАН (примерная стоимость системы — 58 млрд рублей на 2013 год).

## Объекты, названные в честь обсерватории
5 марта 1996 года типичному астероиду главного пояса присвоено имя (4964) Коуровка. Открыт 21 сентября 1979 года Николаем Степановичем Черных в Крымской астрофизической обсерватории. 

## Публикации
- «168 Kourovskaya. Observers G. Kaiser, J. Wibe. 0.40-m f/0.78 Schmidt + CCD.» (ошибка в указании светосилы телескопа![источник не указан 2349 дней])